# Viktoria Orsi Toth
Viktoria Orsi Toth (sinh năm 1990) là một vận động viên bóng chuyền bãi biển người Ý. Hiện cô đang bắt cặp với Marta Menegatti. Cả hai đã cùng vượt qua vòng loại để tham dự Thế vận hội Mùa hè 2016 ở Rio de Janeiro.
Trước đây cô đã từng tham gia bóng chuyền trong nhà.